# 张燕谋
张燕谋（1846年—1913年），字翼，直隶通州人。清末人物。
原为醇亲王奕譞侍从。后历任清江苏侯补道、直隶矿务督办、热河矿务督办、工部侍郎、开平矿务局总办、路矿大臣等职。甲午戰爭前，他將優質煤出口謀利，以劣質煤供應北洋水師，丁汝昌交涉無果，海戰時造成煙大（敵軍遠處即可看到，己方瞄準困難）、航速降低的後果。
1898年，奏请光绪皇帝开辟秦皇岛为商埠获准。1898年筹建中兴煤矿公司。1900年八国联军入侵期间，曾误把开平矿务局出卖给英国人，引起产权纠纷。他还是文物收藏家。